# Salt Lake City Stars 2019-2020
La stagione 2019-20 dei Salt Lake City Stars fu la 14ª nella NBA D-League per la franchigia.
I Salt Lake City Stars al momento dell'interruzione della stagione a causa della pandemia da COVID-19, erano primi nella Southwest Division con un record di 30-12.

## Roster
|    | Naz.                   | Ruolo | Sportivo              | Anno | Alt. | Peso |  |
| -- | ---------------------- | ----- | --------------------- | ---- | ---- | ---- |  |
| 1  | Stati Uniti (bandiera) | G     | Deonte Burton         | 1991 | 185  | 88   |  |
| 2  | Stati Uniti (bandiera) | A     | Malik Benlevi         | 1997 | 196  | 102  |  |
| 3  | Stati Uniti (bandiera) | G     | Justin Wright-Foreman | 1997 | 188  | 86   |  |
| 5  | Stati Uniti (bandiera) | A     | Jarrell Brantley      | 1996 | 201  | 116  |  |
| 6  | Stati Uniti (bandiera) | G     | Kyle Collinsworth     | 1991 | 198  | 95   |  |
| 6  | Stati Uniti (bandiera) | G     | Rayjon Tucker         | 1997 | 191  | 95   |  |
| 14 | Stati Uniti (bandiera) | G     | Kyle Castlin          | 1996 | 193  | 88   |  |
| 16 | Stati Uniti (bandiera) | A     | Juwan Morgan          | 1997 | 203  | 105  |  |
| 19 | Stati Uniti (bandiera) | G     | Rodney Pryor          | 1992 | 196  | 93   |  |
| 20 | Stati Uniti (bandiera) | G     | Mike Scott            | 1993 | 183  | 82   |  |
| 24 | Stati Uniti (bandiera) | GA    | Miye Oni              | 1997 | 196  | 93   |  |
| 30 | Stati Uniti (bandiera) | G     | Wyatt Walker          | 1995 | 206  | 109  |  |
| 32 | Stati Uniti (bandiera) | A     | Paul White            | 1995 | 206  | 102  |  |
| 33 | Stati Uniti (bandiera) | G     | Trevon Bluiett        | 1994 | 196  | 90   |  |
| 33 | Stati Uniti (bandiera) | A     | Willie Reed           | 1990 | 211  | 111  |  |
| 42 | Francia (bandiera)     | GA    | William Howard        | 1993 | 203  | 94   |  |
|    | Stati Uniti (bandiera) | C     | Isaac Haas            | 1995 | 218  | 132  |  |
|    | Stati Uniti (bandiera) | G     | Nigel Williams-Goss   | 1994 | 188  | 86   |  |

## Staff tecnico
- Allenatore: Martin Schiller
- Vice-allenatori: Nathan Peavy, Bryan Bailey
- Preparatore atletico: Juan Torres
- Preparatore fisico: Jordan Harding